# Flashdance... What a Feeling
"Flashdance... What a Feeling" är en singel från 1983 av den amerikanska sångerskan Irene Cara. Sången är skriven av Giorgio Moroder och Keith Forsey, som gjort musiken, och Irene Cara själv som skrivit texten.
Melodin är med i filmen Flashdance från 1983, och fick en Oscar för bästa sång.

## Andra versioner
- Peter LeMarc framförde en mycket speciell version av låten i Måndagsbörsen 1984, några år innan han fick sitt genombrott.[1]
- En Livevversion av Carola Häggkvist inspelad 1984 finns med på albumet Främling 25 år.
- 2004 spelades låten in av Charlotte Perrelli på albumet Gone too Long.[2]
- Ingela "Pling" Forsman skrev en text på svenska som heter "Flashdance, vilken känsla", som spelades in av dansbandet Ingmar Nordströms på albumet Saxparty 10 1983. [3]
- Marie Picasso tolkade låten på en singel hon släppte 2007, vilken nådde en 54:e-plats på den svenska singellistan.

## Listplaceringar

### Irene Cara
| Lista (1983)                                 | Topplacering |
| -------------------------------------------- | ------------ |
| USA: Billboard Hot 100                       | 1            |
| USA: Billboard Hot Dance Club Play           | 1            |
| USA: Billboard Hot Adult Contemporary Tracks | 4            |
| USA: Billboard Hot R&B/Hip-Hop Songs         | 2            |
| Österrikiska singellistan                    | 4            |
| Brasilianska singellistan                    | 1            |
| Kanadensiska singellistan                    | 1            |
| Nederländska topp 40                         | 1            |
| Tyska singellistan                           | 3            |
| Japanska singellistan                        | 1            |
| Norska singellistan                          | 1            |
| Svenska singellistan                         | 1            |
| Schweiziska singellistan                     | 1            |
| Brittiska singellitan                        | 2            |

### Marie Picasso
| Lista (2007) | Placering |
| ------------ | --------- |
| Sverige      | 54        |